# Міністерство сповідань
Міністерство сповідань, також відоме як Департамент ісповідань, Міністерство віросповідань та Міністерство культів — один з державних органів влади Української Народної Республіки часів Української революції 1917-1921 років, що підпорядковувався Генеральному секретаріату та Раді народних міністрів, яке опікувалося релігійними справами, міжконфесіональними справами, міжнародними справами церкви, українізацією всіх церковних справ, національно-культурним будівництвом, займався пам'яткоохоронною діяльністю, реєстрацією культових пам'яток, науковими дослідженнями, реставрацією української культурно-церковної спадщини і намагався здобути Автокефалію української православної церкви.

## Історія

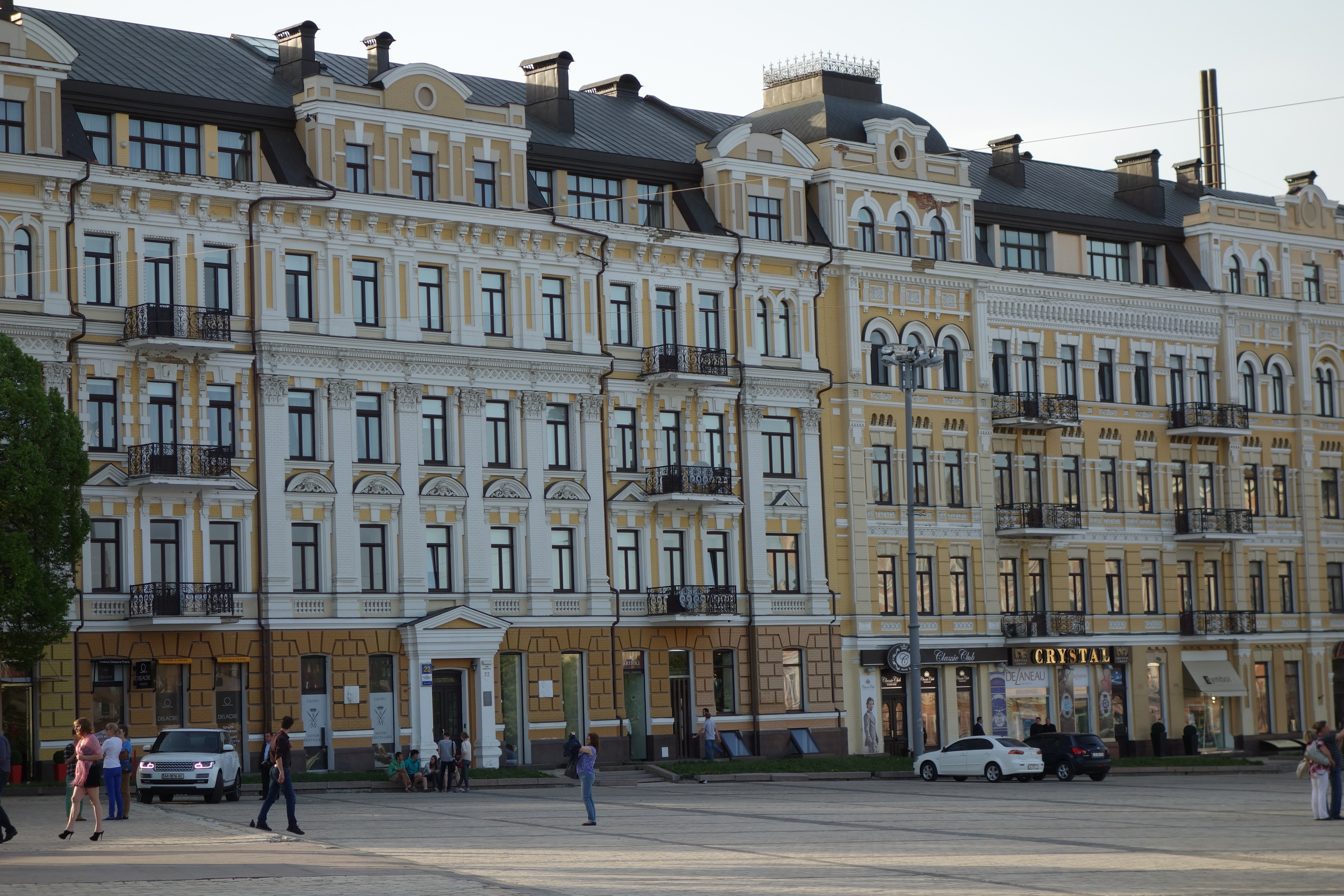
Більшість чиновницьких кабінетів Міністерства ісповідань містились у колишньому Прибутковому будинку управління Києво-Софійського митрополичного дому за адресою вулиця Володимирська, 22 у місті Києві

15 листопада 1917 Українська Центральна Рада доручила Генеральному писареві Олександру Лотоцькому скласти проєкт установи особливого управління у справах віри. 29 листопада Олександр Лотоцький виступив в Малій Раді з пропозицією створення окремого державного органу для координації стосунків церкви і держави. У грудні 1917 керівництвом Генерального Секретаріату було створено окремий державний орган у справах релігій. Очолити новий державний орган було запропоновано представниками Всеукраїнської Церковної Ради громадського діяча — Івана Огієнка, новий державний орган мав називатись  Генеральне секретарство ісповідань, проте пропозицію було відхилено Головою Української Центральної Ради — Михайлом Грушевським. Наприкінці грудня, комісаром у справах сповідань було призначено Олександра Карпинського — товариша генерального секретаря внутрішніх справ. Департамент ісповідань було спочатку створено при Міністерстві внутрішніх справ, першим в.о. директора у січні 1918 було призначено Миколу Безсонова який щойно повернувся в Україну з Сибіру і вже займався українізацією середнього шкільництва. Безсонов був етнічним росіянином, колишнім єпископом та депутатом Державної думи. Його спроможність організувати ефективну роботу державного департаменту піддавалась сумніву і на початку квітня 1918 Безсонова було переведено на  другорядну посаду в Міністерстві освіти.  

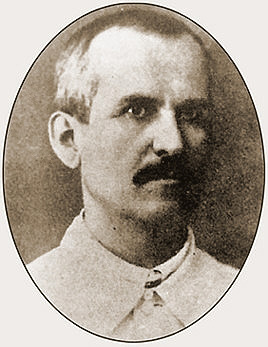
Чехівський Володимир Мусійович — міністр Міністерства ісповідань до Гетьманського перевороту, майбутній прем'єр-міністр Української Народної Республіки

Виконуючим обов'язки директора Департаменту ісповідань було призначено Василя Рафальського, до цього делегат уряду при Всеукраїнській православній церковній раді. 13 квітня Рада народних міністрів УНР призначила директором Департаменту ісповідань Володимира Чехівського (майбутнього прем'єр-міністра УНР). Статус директора департаменту було підвищено до рівня урядового товариша міністра. Призначення Чехівського сприймалось як підвищення загальної ролі цього державного органу. Кадровий склад на цей час нараховував від 10 до 20 чоловік і складався з директора — Володимира Чехівського, віце-директора — Василя Рафальського (колишнього виконуючого обов'язками директора), відділу православ'я — начальник священик Маричів, відділу інослав'я та іновір'я — начальник Володимир Барвінок, канцелярії — начальник Боряківський, діловодства —  начальник Павло Пащевський.

Департамент готував церковний собор, проте русофільська позиція єпископата унеможливила його скликання. Іншою діяльністю було інформування церковних установ про урядові ухвали, контроль над виконанням державних ухвал,  займався питанням церковних земель які планувалось реквізувати згідно рішення Української Центральної Ради. Зокрема, департамент оберігав від реквізицій друкарні Києво-Печерської та Почаївської лавр і інших церковних приміщень. Департамент також займався охороною пам'яток церковної старовини та архітектури, розробляв плани реформування духовних навчальних закладів. Окрім роботи з православною церквою, в обов'язки департаменти також входили врегулювання стосунків з римо-католицькою та іншими церквами. Окремий комітет займався збиранням інформації щодо церковно-національних рухів на місцях, проте низька чисельність чиновників ускладнювала ефективну роботу у всіх цих напрямках діяльності департаменту. 

Зеньківський Василь Васильович — Перший міністр ісповідань часів Гетьмана Скоропадського, суттєво збільшив штат та вплив відповідного органу державної влади

Міністерська каденція Чехівського протрималась недовго через Гетьманський переворот 29 квітня 1918, який кардинально змінив склад українського уряду. У першому наказі гетьмана Скоропадського від 3 травня 1918 Міністерство ісповідань не передбачалося, проте 16 травня 1918 року першим міністром ісповідань було призначено професора Київського університету святого Володимира та голови Київського товариства з вивчення релігії та філософії — Василя Зеньківського.   
Новий міністр розширив кадровий склад до 150-250 міністерських співробітників, зокрема за рахунок чиновників дореволюційного режиму, укомплектування міністерство здійснювалось за системним та фаховим підхідом. Структура міністерства за Зеньківського набула наступного вигляду:
- департамент загальних справ (канцелярія, бухгалтерія, господарський відділ, інформаційне бюро, реєстратура, архів);
- департамент у справах Православної церкви (загальний, статистичний, фінансовий відділи);
- департамент інослав’я та іновір’я (відділи християнських, нехристиянських ісповідань та фінансовий);
- департамент духовної освіти (шкільно-педагогічний, фінансовий, видавничий та охорони старовини

Також діяло внутрішнє Інформаційне бюро яке збирало відомості про міністерство з преси та інформацію щодо діяльності всіх підвідділів. Каденція Зеньківського надала міністерству систематичний характер; збирались такі статистичні дані як Православне населення України, Кількість православних парафій, Кількість православного духовенства, Церковне землеволодіння, Реєстр релігійно-просвітницьких і благодійних інституцій. Були опрацьовані наступні проєкти: Про церковне оподаткування, Про страхування церковного майдан, Про матеріальне забезпечення духовенства. Духовні констисторії повідомляли міністерство про свою діяльність та проблеми.

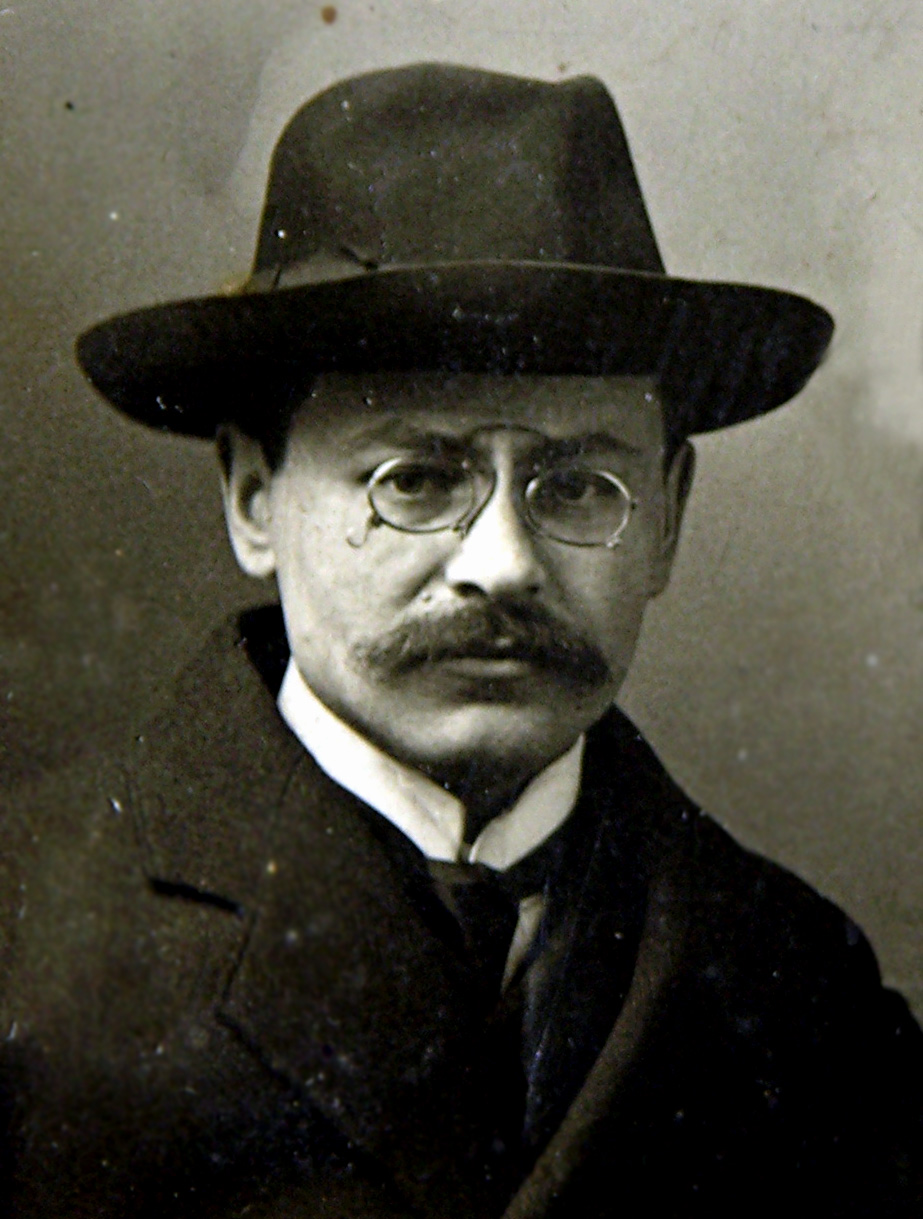
Барвінок Володимир Іванович — віце-директор департаменту інослав’я та іновір’я, представляв Міністерство сповідань у українсько-російських мирних перемовинах 1918 року

З травня між Українською Державою та Росією тривали мирні перемовини, українську сторону представляло 7 комісій — гостро повстало питання реституції українських культурних та історичних цінностей які було вивезено в Росію в попередні часи. Задля розв'язання цього питання було засновано культурно комісію. Міністерство ісповідань у культурній комісії при мирних перемовинах представляв віце-директор департаменту інослав'я та іновір'я Володимир Барвінок. Створювались цілковиті списки культурних цінностей які становили українську культурно-історичну спадщину які мають бути повернені з Росії. До переліку входили предмети історії, археології, мистецтва і живопису, рукописів та документів. Перед комісією стояло завдання аналізу 200-років співіснування з Росією. За основу було взято принцип предметів, які було вивезено з України в будь-який історичний період і які мали цінність для української історії. Ареал території української спадщини територіально визначався відповідно до кордонів Української Держави які, в свою чергу, відштовхувались від територій де 50% або більше відсотків населення складають етнічні українці. Частина комісії наполягала на розподілу всієї імперської спадщини, не лише тієї її частки, яка безпосередньо стосувалась України, зокрема частини античних скульптур з Ермітажу. Культурною комісією також розглядались питання заснування Всеукраїнського церковного музею, церковної бібліотеки, церковного архіву.
У липні 1918 при міністерстві запрацював Відділ охорони церковної старовини. В зону відповідальності відділу входило збереження пам'яток культовох архітектури, церковних документів, а також розвитком мережі церковних архівів, бібліотек, музеїв, популяризації церковної культорної спадщини в якості однієї зі складових національного відродження України. Керівником відділу було призначено Кречетовича Йосипа Павловича, під його керівництвом працювали наступні діячі: В.Барвінок, І.Гончаров, О.Д'яконенко, М.Істомін, В.Левитський, К.Нікіта, О.Піотровська, М.Сагарда, П.Скибинський, М.Туницький.
11 липня 1918 року було сформовано Учений комітет який видавав книги та статті релігійно-просвітницького та історичного змісту, зокрема комітет займався питанням видання Біблії українською мовою. У будинку митрополита в Києві також діяла редакція тижневика «Віра та держава», яку очолював В. Рибинський, в якому друкувались офіційні звернення, повідомлення про діяльність міністерства, статті з історичних, церковно-суспільних і черковно-національних питань. 1 жовтня 1918 року міністерство почало видавати щоденну газету «Слово», її редактором був В. Лашнюков.

У зв'язку з реорганізацією уряду з залученням національно-свідомих діячів, 28 жовтня 1918 року новим міністром було призначено Олександра Лотоцького — колишнього генерального писаря Генерального Секретаріату України. 

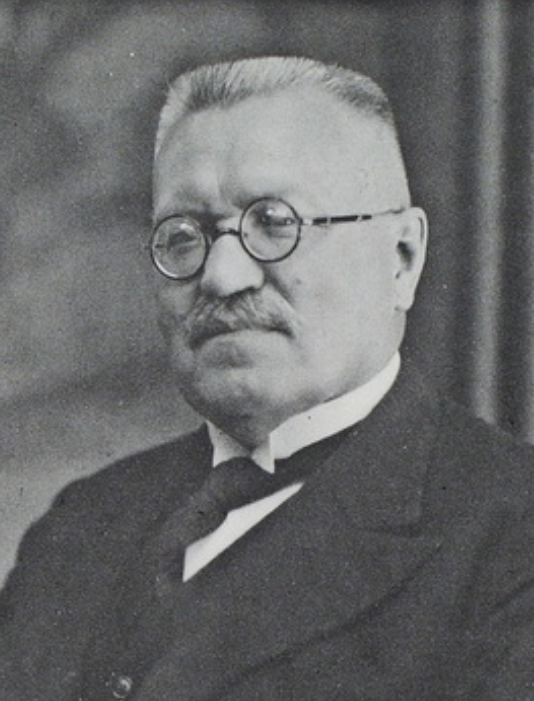
Лотоцький Олександр Гнатович — Міністр ісповідань, автор закону проголошення незалежності української православної церкви

Спрямованість міністерства переоріентувалась на українізацію православної церкви та її відокремлення від московської церкви. Каденція Лотоцького тривала до 14 листопада 1918 року, у зв'язку з формуванням нового уряду, спрямованого на зближення з Росією. Новим міністром було призначено Михайла Вороновича — колишнього губернатора Бессарабщини. Проте кардинальна зміна державного напрямку призвела до внутрішньої боротьби за владу, а самого міністра Вороновича було заарештовано у Фастові та засуджено до розстрілу за державну зраду.
29 грудня 1918 року Радою Міністрів Директорії відновленої Української Народної Республіки було вирішено перейменувати Міністерство ісповідань на Міністерство культів та залишити в урядовій структурі, проте офіційне перейменування відбулось лише 11 січня 1919 року. Тимчасовим міністром Міністерства культів було знову призначено Олександра Лотоцького.
Другій каденції міністра Лотоцького була властива рішучість та розуміння стратегічної важливості досягнення автокефалії православної церкви України. Лотоцький згадував у своїх спогадах, що важливість незалежної української церкви серед вищого політичного керівництва поділяв Симон Петлюра. Спираючись на розроблену Олександром Лотоцьким програму, 1 січня 1919 року Рада Міністрів Директорії видала «Закон про Верховну Владу в Українській Автокефальній Православній Миротворчій Церкві» який проголошував повну незалежність української православної церкви. Закон підпорядковував вищу церковно-законодавчу, судову та адміністративну владу Всеукраїнському Церковному Соборові. Завершити процес отримання автокефалії українською православної церквою мав Всеукраїнський православний церковний Собор який відбувся лише 1921 року.  

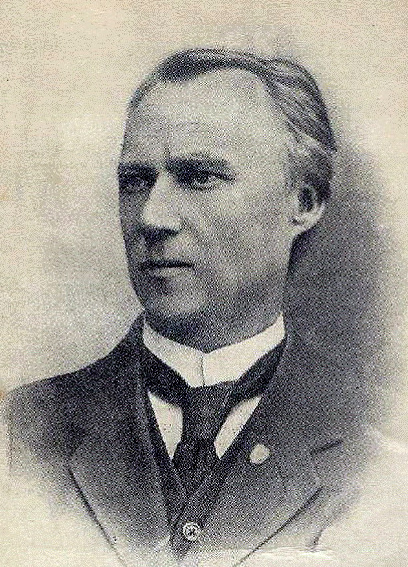
Липа Іван Львович — Міністр культів, впроваджував українізацію церковних справ, готував Всеукраїнський церковний собор

Наступним кроком мало бути визнання Вселенським патріархатом — Церквою-Матір'ю Київської Митрополії. Завдання врегулювання стосунків з Вселенським патріархатом було покладано на Міністерство закордонних справ. Володимир Чехівський, колишній міністр Міністерства сповідань, теперішній голова Ради Народних Міністрів, вирішив призначити спеціальне посольство до Константинополя задля ефективного вирішення питання. 4 січня 1919 року Міністерство культів очолив Іван Липа — колишній Комісар Одеси від УНР, громадський діяч, письменник.
Попри постанову від 14 січня 1919 року Радою Народних Міністрів про звільнення всіх призначених при Гетьманаті чиновників, склад Міністерства культів залишився майже без змін. 24 січня 1919 року, коли бої з російськими загарбниками вже йшли у Броварах, Міністерство культів отримало необхідні кошти для спорядження та фінансування посольської місії в Константинополь. Посольство УНР в Константинополі (Стамбулі) очолив Олександр Лотоцький. Вже 26 січня 1919 року більшість членів дипломатичної місії відбули в Константинополь.
Під час каденції міністра Івана Липи тривали жорстки бої з російсько-більшовитськими загарбниками під час Другої радянсько-української війни. Новий міністра зобов'язав вести усе церковне діловодство, зокрема метричні книги, виключно української мовою. Окрім українізації церковних справ, Іван Липа готував проведення Всеукраїнського церковного собору. До нововведень міністра також відносять запровадження практики прийома відвідувачів для моніторингу настроїв, що панували в суспільстві у відношенні до діяльності міністерства. Було скликано з'їзд єпископів усієї України, приїхали всі, хто не перебували під окупацією. Під назвою «Всеукраїнська Вища Освящена Рада» було утворено Синод.

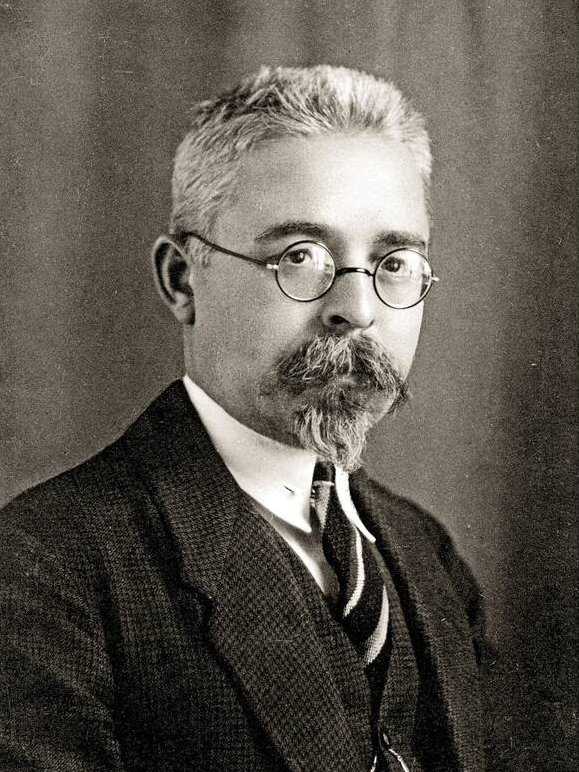
Огієнко Іван Іванович — останній міністра сповідань, проводив політику всеохоплюючої українізації в чиновницьких, освітницьких та церковних галузях

5 лютого 1919 року, у зв'язку з захопленням Києва противником, Міністерство культів, разом з рештою вищого керівництва держави, було терміново евакуйовано в тимчасову столицю — Вінницю. Міністерство культів переїхало у вінницький Костел Святої Діви Марії Ангельської, за адресою вулиця Соборона, 12. Резиденція міністра Івана Липи розмістилась в готелі «Савой», квартира №46 в центрі міста, де відтоді мешкали всі члени уряду.
Після чергової евакуації подалі від бойових дій, Міністерство культів опинилось у Кам'янцю-Подільському де 16 вересня 1919 року було обрано нового і останнього міністра, видатного професора — Огієнка Івана Івановича. За каденції міністра Огієнка українська мова запроваджується в богослужінні (проповіді, служби, співи), створюється комісія з україномовного видання Біблії, започатковується реформа духовної освіти, виходить «Вістник міністерства ісповідань УНР», згодом видається і «Українська автокефальна церква», на церковні посади у міністерстві обираються виключно особи, які знають українську мову. 8 жовтня 1919 року засновуються курси української мови для священиків, дияконів, дяків та регентів. 11 листопаду створено Раду міністра ісповідань, до її складу входило 3 штатних і 7 позаштатних працівників, на  першому засіданні Міністерство культів повернуло стару назву Міністерства ісповідань.
На початку травня 1920 року, Міністерство сповідань знову переїхало у Вінницю. 5 травня 1920 року, міністр сповідань Огієнко разом з Симоном Петлюрою, урочисто в'їхали у звільнений Київ. Голова міністерства залишається у Києві до червня 1920 та затверджує особистим наказом на посаді Комісара релігійних справ міста Києва — Приймака-Приймачевського Іполіта Сергійовича. 27 травня 1920 року видається наказ про організацію Губерніальної Церковної ради в Києві. 29 травня 1920 призначено членів до Київської Губерніяльної Церковної Ради: прот. о. В. Липківського, прот. о. Н. Шараївського, о. Ю. Жевченка, від Губерніального Комісара Київщини — В. Й. Крижанівського, від Всеукраїнської Церковної Ради — Г. К. Лященка.
2 липня 1920 року затверджено закони про українські Церковні Братства та про скасування Духовних Констисторій і заведення замість них Церковних Єпархіальних Рад.
З кінця 1920 Міністерство сповідань перебуває в евакуації в місті Тарнів, Польща. Міністерство у екзилі продовжує очолювати Іван Огієнко до 1924 року.

## Голови Міністерства сповідань

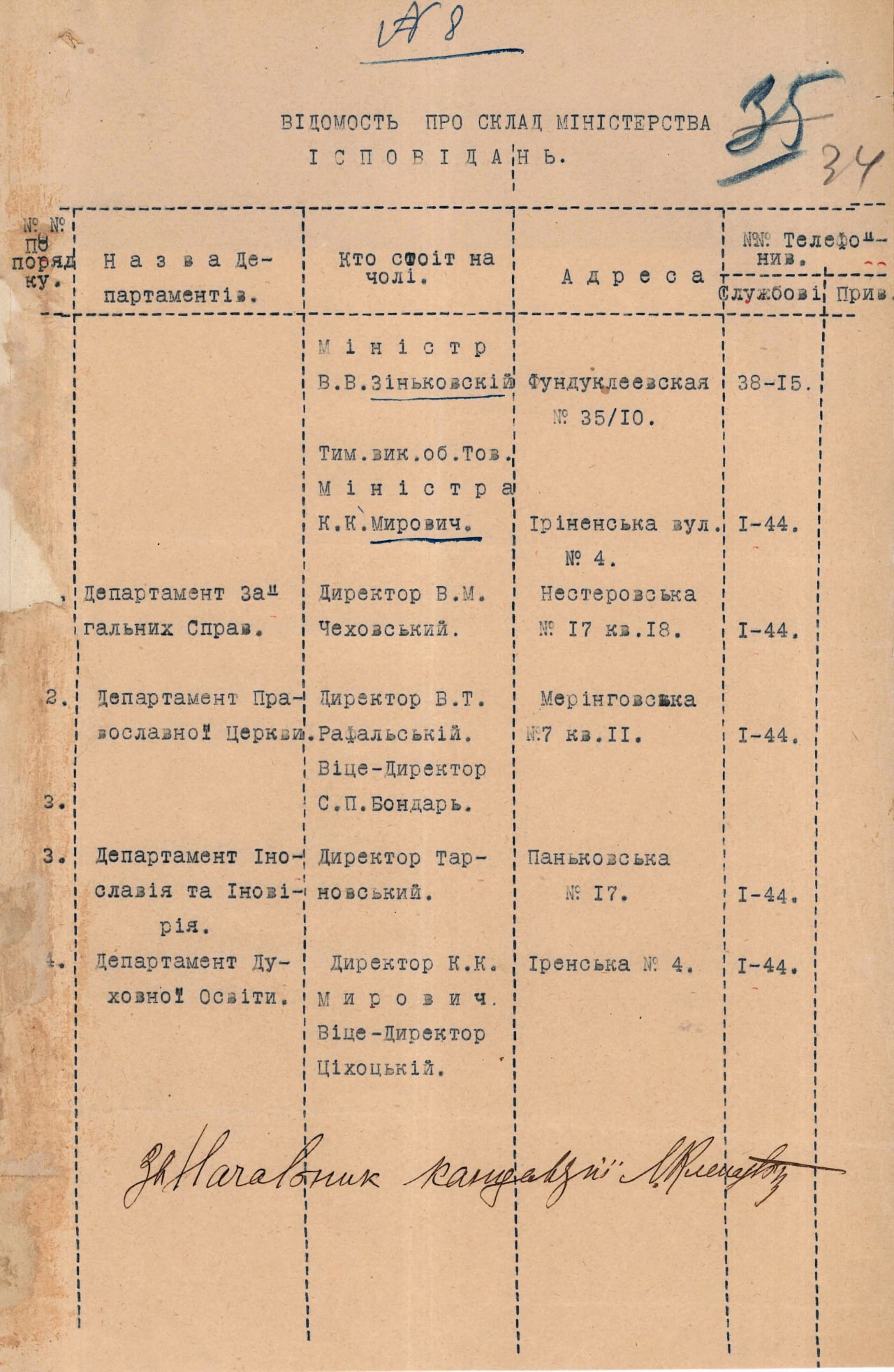
Відомість про склад Міністерства ісповідань Української Держави (Документ ЦДАВО України)

| Ім'я                             | Посада                                                                | Час повноважень                      | Партія       |
| -------------------------------- | --------------------------------------------------------------------- | ------------------------------------ | ------------ |
| Карпинський Олександр Михайлович | комісар у справах сповідань                                           | грудень 1917 - січень 1918           | безпартійний |
| Безсонов Микола Миколайович      | в.о. директора Департаменту ісповідань                                | січень 1918 - квітень 1918           | безпартійний |
| Василь Рафальський               | в.о. директора Департаменту ісповідань                                | квітень 1918                         | невідомо     |
| Чехівський Володимир Мусійович   | директор Департаменту ісповідань (з повноваженнями товариша міністра) | 13 квітня 1918 - 29 квітня 1918      | УСДРП        |
| Зеньківський Василь Васильович   | Міністр сповідань                                                     | 16 травня 1918 - 14 листопаду 1918   | безпартійний |
| Воронович Михайло Михайлович     | Міністр сповідань                                                     | 14 листопаду 1918 - кінець листопаду | невідомо     |
| Лотоцький Олександр Гнатович     | Міністр культів                                                       | грудень 1918 - січень 1919           | УДП          |
| Липа Іван Львович                | Міністр культів                                                       | 4 січня 1919 - 16 вересня 1919       | УПСС         |
| Огієнко Іван Іванович            | Міністр сповідань                                                     | 16 вересня 1919 - 1924               | УПСФ         |

## Інші відомі діячі
- Птуха Михайло Васильович — український статистик і демограф, економіст, організатор науки, засновник Інституту Демографії.  Очолював статистичний відділ Департаменту сповідань у справах Православної церкви.
- Міщенко Федір Іванович — професор церковного права Київської духовної академії, магістр богослов'я, статський радник, історик Візантії, академік ВУАН. Очолював комісію при міністерстві у справах підготовки законопроєктів церковно-державного характеру.
- Павло Пащевський — очолював відділ діловодства Департаменту сповідань. Православний священик, капелан Першого українського запасного полку Армії УНР, згодом — Сердюцького полку імені Петра Дорошенка, протоієрей УАПЦ. Брав участь у створенні Кирило-Мефодіївського братства, у Першому Зимовому поході, у підготовці до Всеукраїнського Церковного Собору

## Спадкоємний державний орган сучасної України

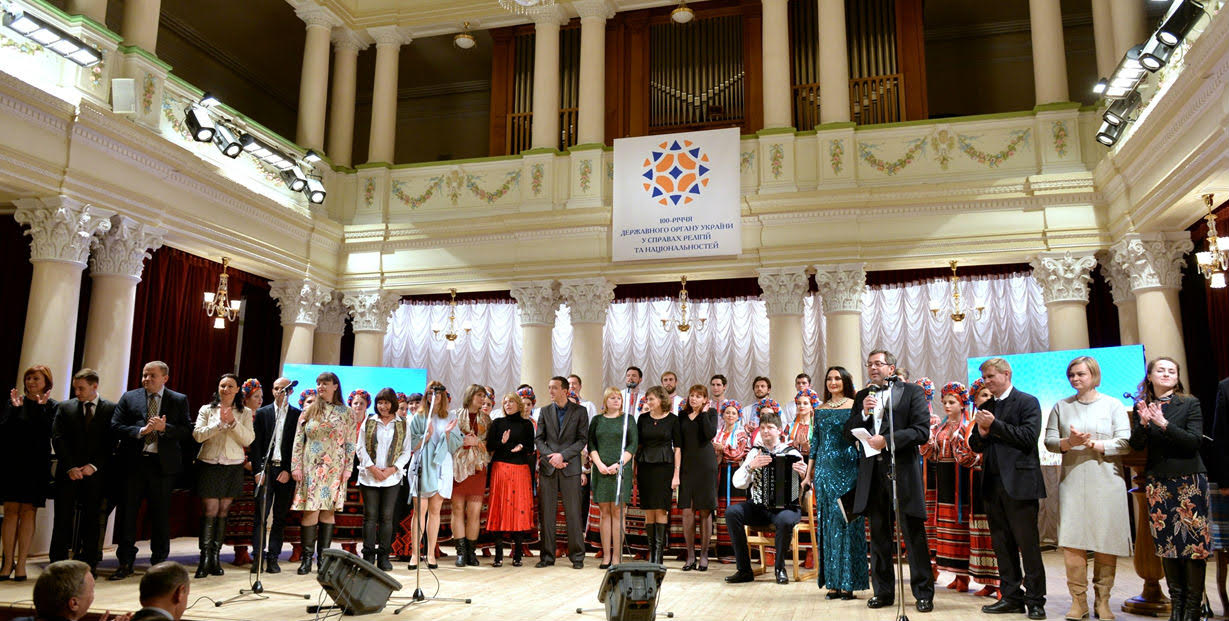
Відзначення 100-річчя з часу заснування Державного органу влади України у справах релігій та національностей, 2018 рік

16 листопаду 2018 року Департамент у справах релігій та національностей Міністерства культури України урочисто відзначило 100-річчя з часу заснування державного органу України у  справах релігій та національностей. Департамент у справах релігій та національностей було визнано спадкоємцем 4-х міністерств — Міністерства сповідань, Міністерства Польських справ, Міністерства Єврейських справ та Великоруських справ різних періодів УНР, Гетьманату та Директорії. На урочистостях були представники Кабінету міністрів, Верховної Ради, Всеукраїнської Ради Церков, релігійних організацій, організацій національних меншин та інші.